# Basílica Menor Santa Capilla

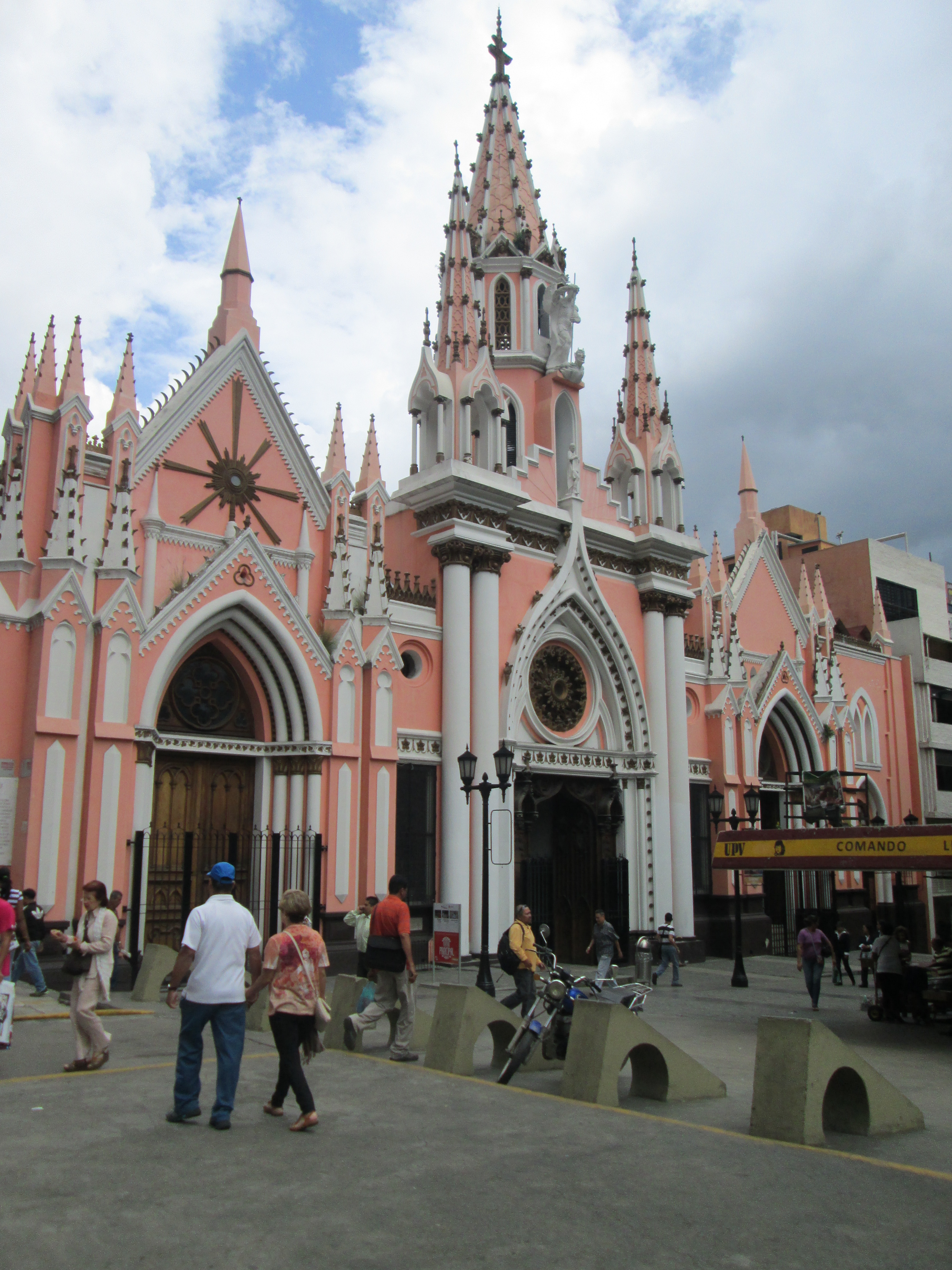
Basílica Santa Capilla

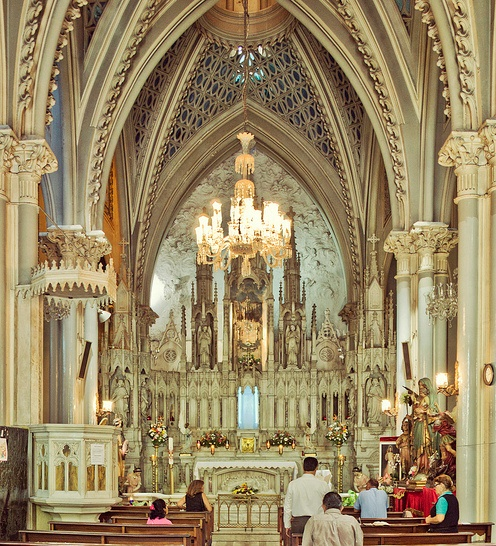
Innenraum der Basilika

Die Basílica Santa Capilla ist eine römisch-katholische Kapelle in Caracas, Venezuela. Sie gehört zum Pfarrbezirk der nahen Kathedrale von Caracas. Die Kapelle, die der ewigen Anbetung des Heiligen Sakraments geweiht ist, trägt die Titel einer Basilica minor und eines Nationalheiligtums und wurde zum Monumento Histórico Nacional erklärt.

## Vorgeschichte
Auf dem Platz der heutigen Basilika soll die erste Heilige Messe in Caracas gefeiert worden sein. 1567 wurde hier die Einsiedelei von San Sebastián errichtet, die im Jahre 1640 San Mauricio gewidmet wurde. Nur ein Jahr später wurde das Gebäude durch ein Erdbeben zerstört und 1667 mit einfachen Baustoffen wie Holz und Ziegelsteinen wieder errichtet. Besonders durch das Erdbeben im Jahre 1812 wurde das Gebäude dann fast vollständig zerstört, der Wiederaufbau wurde nie abgeschlossen, der Turm wurde gar nicht mehr errichtet. Im Jahre 1883 wurden die Überreste der Einsiedelei San Mauricio nach dem Dekret des venezolanischen Präsidenten Antonio Guzmán Blanco vom 26. März des Jahres abgerissen.

## Kirchenbau
Guzmán Blanco gab dem Architekten Juan Hurtado Manrique (1837–1896) den Auftrag zum Bau der heutigen Kapelle in Anlehnung an Sainte-Chapelle in Paris. Der Neubau wurde am 2. Februar 1883 begonnen und am 1. August desselben Jahres im neugotischen Stil abgeschlossen. Die Kapelle wurde mehrmals umgestaltet. 1889 begannen die Arbeiten zur Erweiterung der Kapelle, die den Bau des Turms und die Erweiterung des Kirchenschiffs umfasste. Diese wurden im Jahre 1891 fertig gestellt. Doch bereits 1900 wurde die Kapelle durch ein Erdbeben erheblich beschädigt, der Turm stürzte ein. Im Jahre 1921 wurde die Kapelle um zwei Seitenschiffe erweitert. Am 5. August 1926 wurde die Kapelle durch Papst Pius XI. zur Basilika minor erhoben.

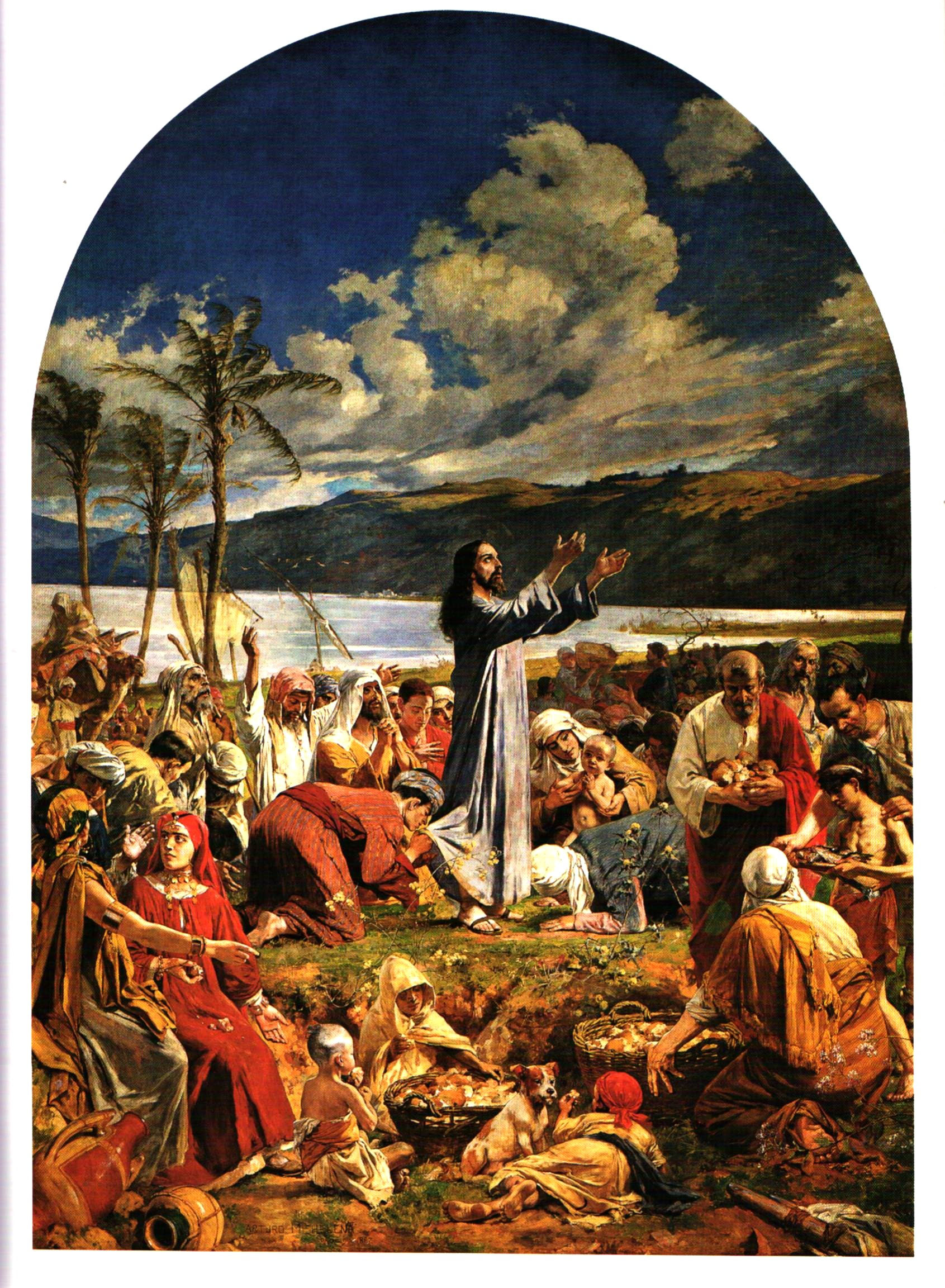
La multiplicacion de los panes y peces

Die Basilika wurde durch das Erdbeben am 29. Juli 1967 mit einer Stärke von 6,5 auf der Richter-Skala erneut teilweise zerstört, so dass sie stark einsturzgefährdet war, besonders der Portikus mit Turm. Die Basilika sollte dann möglichst exakt zur Originalausführung wiederaufgebaut werden, einschließlich der Rekonstruktion von Säulen, des gotischen Mauerwerkschmucks und Engelsfiguren, die den zentralen Turm und die beiden kleineren Seitentürme schmücken. Am 16. Februar 1979 wurde die Basilika mit dem Amtsblatt Nr. 31.678 zum Monumento Histórico Nacional erklärt.

## Ausstattung
Die Ausstattung der Basilika besteht unter anderem aus einem großen Hochaltar, beeindruckenden Bleiglasfenstern, antiken Bronzelampen und dem Gemälde La multiplicacion de los panes y peces des venezolanischen Malers Arturo Michelena von 1897. Weiterhin befinden sich unter dem Kapellenboden einige Grabstellen bedeutender Persönlichkeiten.